# マシュ・ケ・ナダ
「マシュ・ケ・ナダ」(Mas que nada) は、ブラジルのシンガーソングライター、ジョルジ・ベンが作曲した楽曲。

## 概要
ジョルジ・ベンの作品として、ブラジルにて1963年にコンチネンタル・レーベルからシングルとして発売された。その後、フィリップスから発売されたベンの初アルバム『Samba Esquema Novo 』（サンバ・エスケーマ・ノーヴォ、訳：サンバ新体制）に収録。ブラジル国内で2か月で10万枚を越すヒットとなる。
1966年に、セルジオ・メンデスのアルバム『Sergio Mendes & Brasil'66 』に収録された女性コーラス入りのカヴァーが大ヒットし、世界的に有名になる。このヒットでセルジオ・メンデスが世界中の様々なジャンルの音楽ファンに知られるところとなる。このバージョンは2015年にトヨタ自動車のコンパクトミニバン「シエンタ」のCMソングに使用された。
「マシュ・ケ・ナダ（Mas Que Nada）」は当時のサンパウロのスラングで「まさか」「なんてこった」「やなこった」等と言う意味。スペイン語の「Más Que Nada（最高）」と言う意味と混同されている。
"ボサノヴァを代表する名曲"として一般的に認知されている本楽曲であるが、実際には、ジョルジ・ベンによるオリジナルバージョンにしても、セルジオ・メンデスによる著名なカヴァーバージョンにしても、アントニオ・カルロス・ジョビンやジョアン・ジルベルトが示したようなボサノヴァの典型的な特徴はほとんど見出すことができず、厳密にはサンバにロックのアレンジを含んだサンバ・ホッキ（Samba Rock）の一種とされる。
ハナ肇とクレージーキャッツの シングル、 アッと驚く為五郎は、セルジオ・メンデス＆ブラジル'66による「マシュ・ケ・ナダ」の影響を受けたとされる（『クレイジー・シングルス』の萩原健太によるライナー・ノーツより）。

## カヴァー
カヴァーしたアーティストの一部である。
- ブラジル
  - セルジオ・メンデス
  - アストラッド・ジルベルト（但し日本語詞。この日本語バージョンが「由紀さおり&ピンク・マティーニ」のバージョンの底本となる。）
- カナダ
  - オスカー・ピーターソン
- アメリカ合衆国
  - エラ・フィッツジェラルド
  - ディジー・ガレスピー
  - アル・ジャロウ
  - ブラック・アイド・ピーズ
- フランス
  - マーク・アントワン
- 南アフリカ
  - ミリアム・マケバ
- 日本
  - ザ・ワンダース
  - 平田隆夫とセルスターズ
  - 小野リサ
  - ザ・ピーナッツ
  - 小泉ニロ
  - 朱里エイコ
  - リンダ三世
  - スターダストレビュー
  - AMAZONS
- 日本及びアメリカ合衆国
  - 由紀さおり&ピンク・マティーニ
- 香港
  - グロリア・イップ（日本語）